# Supercopa espanyola d'hoquei sobre patins masculina 2010-2011
L'edició 2009-2010 de la Supercopa espanyola d'hoquei patins masculina es disputà el 19 i el 26 de setembre de 2010 en partit d'anada i tornada. La copa enfrontà el vencedor de la Lliga espanyola, el Barcelona Sorli Discau contra el vencedor de la Copa espanyola, el Roncato Vic. El partit disputat a Vic fou arbitrat per Josep Gómez i Antonio Gómez (de la federació catalana), mentre que la tornada disputada a Barcelona foren F. García i Oscar Valverde els col·legiats assignats. La Supercopa es decidí al descompte de la segona part de la tornada amb gol d'or de 'Titi' Roca al minut cinquanta-sis.

## Resultat
| 18 de setembre de 2010 19:30 |     |                                                     |                                                       |
| Roncato Vic                  | 2-5 | Barcelona Sorli Discau                              | Pavelló Olímpic de Vic Àrbitres: J. Gómez i A. Gómez. |
| Carbó 7' B. López 40'        |     | Reinaldo 8', 46' D. Páez 24' Torra 27' C. López 48' | Pavelló Olímpic de Vic Àrbitres: J. Gómez i A. Gómez. |

| 26 de setembre de 2010 17:15 |     |                                      |                                                   |
| Barcelona Sorli Discau       | 0-4 | Roncato Vic                          | Palau Blaugrana Àrbitres: F. García i O. Valverde |
|                              |     | Roca 6', 56' Masoliver 15' Borja 41' | Palau Blaugrana Àrbitres: F. García i O. Valverde |

| Campió RONCATO VIC |